# Шеклфорд, Кевин
Кевин Рассел Шеклфорд (англ. Kevin Russell Shackelford, 7 апреля 1989, Шарлотт) — американский бейсболист, питчер клуба Японской лиги «Йокогама ДеНА Бэйстарз». В Главной лиге бейсбола выступал в составе «Цинциннати Редс».

## Карьера
Шеклфорд учился в Университете Маршалла, играл за студенческую команду в роли кэтчера. В 2010 году сменил амплуа, став питчером.
В 2010 году Шеклфорд был выбран в 21-м раунде драфта клубом «Милуоки Брюэрс». В 2012 году в составе «Висконсин Тимбер Рэттлерс» он стал победителем чемпионата Лиги Среднего Запада. Осенью 2013 года Кевин стал победителем чемпионата Осенней лиги Аризоны в составе клуба «Сюрпрайз Сагуарос». По завершении сезона «Брюэрс» включили его в расширенный состав команды. Семнадцатого июля 2014 года Кевина исключили из состава. 
После окончания сезона 2014 года в младших лигах, Шеклфорда и Баррета Астина обменяли в «Цинциннати Редс» на Джонатана Брокстона. Двадцать седьмого июня 2017 года «Редс» вызвали его в основной состав команды. 29 июня он дебютировал в МЛБ. Всего в сезоне 2017 года выходил на поле в 26-и играх.
Чемпионат 2018 года Кевин начал в списке травмированных из-за операции на локте. После возвращения он сыграл за «Редс» в четырёх матчах, после чего был переведён в AAA-лигу в «Луисвилл Бэтс». Пятого июня Шеклфорд был отчислен из команды.
В ноябре 2020 года Шеклфорд подписал однолетний контракт с японским клубом «Йокогама ДеНА Бэйстарз».